# Тамера Маурі
Тамера Дарветт Маурі-Хослі (англ. Tamera Darvette Mowry-Housley; нар. 6 липня 1978, Гельнхаузен, Німеччина) — американська акторка, телеведуча, модель та співачка.

## Кар'єра
Прославилася в кінці 1990-х-початку 2000-х, зігравши в понад десяти фільмах і телесеріалах зі своєю сестрою-близнючкою Тіа Маурі, від якої вона старша на 2 хвилини.

## Особисте життя
З 15 травня 2011 року Тамера одружена з актором Адамом Хослі, з яким зустрічалася майже 6 років. У подружжя є двоє дітей: син Ейден Джон Таннер Хослі (12.11.2012) і дочка Ерай Талеа Хослі (01.07.2015).
Племінниця Маурі за чоловіком, Елейн Хослі (2000—2018), загинула в результаті стрілянини в гриль-барі «Бордерлайн» в Таузанд-Оксі, Каліфорнія

## Фільмографія
| Рік  | Назва               | Роль     |
| ---- | ------------------- | -------- |
| 2002 | Ціпонька            | Sissy    |
| 2012 | Redemption of a Dog | Michelle |
| 2022 | Різдвяний принц     | Шелбі    |